# Robert Dwyer Joyce
Pour les articles homonymes, voir Dwyer et Joyce.
Robert Dwyer Joyce, né en 1836 dans le village de Ballyorgan, à la frontière des comtés de Limerick et de Cork, et mort en 1883 à Dublin, est un médecin, poète et collecteur irlandais. 

## Biographie
Robert Dwyer Joyce vient au monde à Ballyorgan, un village des montagnes Ballyhoura, à la frontière des comtés de Limerick et Cork, et grandit à Glenosheen (comté de Limerick). Il est le fils de Garret Joyce (né en 1796) et Elizabeth O'Dwyer. Il a trois frères, Michael, John et Patrick Weston Joyce (1827-1914). Ce dernier fut également un collecteur de musique irlandaise de renom.
Robert Joyce devient fonctionnaire puis médecin. En tant que collecteur de musique irlandaise, il contribue à plusieurs airs qui furent inclus dans The Petrie Collection of the Ancient Music of Ireland, de George Petrie publié en 1855. 
Pour financer ses études, il écrit également des poèmes et des articles pour divers périodiques tels que The Nation et The Harp, mais reste plus connu pour ses contributions à la musique irlandaise. The Wind That Shakes the Barley, The Blacksmith of Limerick, et The Boys of Wexford sont parmi ses œuvres les plus connues.
Il étudie la médecine à Cork, et obtient son diplôme en 1865. La même année, il est nommé professeur d'anglais à l'Université catholique irlandaise de Dublin. 
Déjà connu comme poète, Robert Joyce émigre à Boston en 1866, où il pratique la médecine et a quelques succès littéraires avec Ballads of Irish Chivalry (1872) et Deirdre (1876) -- ce dernier fut vendu à 10 000 exemplaires la première semaine de publication. Il devient, par ailleurs, très proche du mouvement fénien qui se développe aux États-Unis.
Il retourne en 1883 à Dublin, où il meurt la même année. 
Le titre d'un de ses poèmes, The Wind that Shakes the Barley, a été emprunté pour le film de Ken Loach qui a gagné la Palme d'or au Festival de Cannes en 2006.
Une plaque en irlandais et en anglais signale la maison de Glenosheen où ont vécu les frères Joyce. Elle est indiquée depuis la route entre Ardpatrick et Kildorrery.